# Vincent Monnet
Vincent Monnet est un réalisateur français de télévision.

## Filmographie
- 1993 : Jour de fauche (court métrage)
- 1995 : Quand je serai grand, mon père il sera policier (court métrage)
- 2000 : Sous le soleil série télévisée
- 2001 : Julie Lescaut série télévisée
- 2002 : Boulevard du Palais série télévisée
- 2003 : Les Enquêtes d'Éloïse Rome série télévisée
- 2004 : La Crim' série télévisée
- 2005 : Adel et Kamel (téléfilm)
- 2005 : Commissaire Cordier série télévisée
- 2006 : Joséphine, ange gardien série télévisée
- 2007 : Les Bleus, premiers pas dans la police série télévisée
- 2008 : Complot d'amateurs (téléfilm)
- 2008 : L'Amour dans le sang (téléfilm)
- 2010 : Au bonheur des hommes (téléfilm)
- 2010 : Les Diamants de la victoire (téléfilm)
- 2011 : Ma femme, ma fille, deux bébés série télévisée
- 2012 : La Méthode Claire (téléfilm)